# Vineta Pētersone
Vineta Pētersone (født 21. maj 1999) er en lettisk cykelrytter.
Hun repræsenterede Letland under sommer-OL 2020 i Tokyo, hvor hun blev elimineret i kvartfinalen i BMX.